# III. Szobekhotep
III. Szobekhotep (uralkodói neve: Szehemré Szuadzstaui) az ókori egyiptomi XIII. dinasztia egyik uralkodója. Három vagy négy évig uralkodott, i. e. 1740 vagy 1700 körül.

## Családja

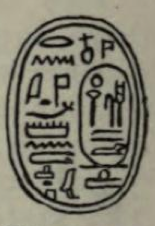
Szobekhotep szkarabeusza, melyen apja, Montuhotep neve is szerepel.

Az uralkodó családja számos forrásból ismert. Egy, a Szehel-szigeten talált oltáron a király Szatet és Anuket istennők előtt látható. A Szatet előtt álló uralkodó mögött apja, Montuhotep és két fivére, Szeneb és Hakau állnak, akiket a felirat a király fiainak nevez, annak ellenére, hogy apjuk nem volt uralkodó. Az Anuket előtt álló király mögött egy ismeretlen férfi, valamint a király anyja, Iuhetibu és féltestvére, Reniszeneb (Iuhetibu lánya egy másik házasságból). Főfeleségét, Szenebhenaszt ábrázolják a szeheli oltáron és egy, a Vádi el-Holban talált sztélén, melyen Szobekhotep Montu előtt áll, az anh és az uasz jelét kapja az istenségtől, mögötte szülei és felesége állnak. Egy Koptoszban talált, ma a Louvre-ban őrzött sztélén említik egy másik feleségét, Nenit, és ábrázolják két lányukat, Iuhetibut, más néven Fendit, és Dedetanuketet. Iuhetibu Fendi kártusba írta nevét, ami mutatja jelentőségét, talán trónörökösnek szánták.

## Uralkodása
III. Szobekhotep az első azok közül a XIII. dinasztiabeli királyok közül, akiknek neve számos helyen fennmaradt, annak ellenére, hogy a torinói királylista csak négy év és 2–4 hónap uralkodási időt tulajdonít neki (a 4 sérült, lehet, hogy eredetileg 3 év szerepelt). Feliratokkal látta el Montu templomát Medamudban és kápolnát emeltetett Nehebben. Szehel szigetén oltár maradt fenn, melyen a király és családtagjai láthatóak. Előkerült pár szkarabeuszpecsét is, melynek tulajdonosa „a hivatalnok a király asztalánál, Szobekhotep, kinek apja a hivatalnok a király asztalánál, Montuhotep”. Lehetséges, hogy ezeket Szobekhotep készíttette, mielőtt király lett. Szobekhotep említéseinek nagy száma arra utal, hogy Egyiptom ebben az időszakban viszonylagos stabilitást élvezett.

## Név, titulatúra
A fáraók titulatúrájának magyarázatát és történetét lásd az Ötelemű titulatúra szócikkben.
| G5 |

| G5 |

| D44 · N19 |

| D44 · N19 |

| D44 · N19 |

| D44 · N19 |

| G5 |

| G5 |

| D44 · N19 |

| D44 · N19 |

| D44 · N19 |

| D44 · N19 |

| G16 |

| G16 |

| xa · a | sxm | m&f |

| xa · a | sxm | m&f |

| G16 |

| G16 |

| xa · a | sxm | m&f |

| xa · a | sxm | m&f |

| G8 |

| G8 |

| G8 | mDAt · Hr · Z1 | mAat |

| G8 | mDAt · Hr · Z1 | mAat |

| G8 |

| G8 |

| G8 | mDAt · Hr · Z1 | mAat |

| G8 | mDAt · Hr · Z1 | mAat |

| M23 | L2 |

| M23 | L2 |

| ra | sxm | s | wAD | N19 |

| ra | sxm | s | wAD | N19 |

| ra | sxm | s | wAD | N19 |

| ra | sxm | s | wAD | N19 |

| ra | sxm | s | wAD | N19 |

| ra | sxm | s | wAD | N19 |

| ra | sxm | s | wAD | N19 |

| ra | sxm | s | wAD | N19 |

| M23 | L2 |

| M23 | L2 |

| ra | sxm | s | wAD | N19 |

| ra | sxm | s | wAD | N19 |

| ra | sxm | s | wAD | N19 |

| ra | sxm | s | wAD | N19 |

| ra | sxm | s | wAD | N19 |

| ra | sxm | s | wAD | N19 |

| ra | sxm | s | wAD | N19 |

| ra | sxm | s | wAD | N19 |

| G39 | N5 | \| \| |
|     |    |       |

|  |

| G39 | N5 | \| \| |
|     |    |       |

|  |

| sbk | Htp · t · p |

| sbk | Htp · t · p |

| sbk | Htp · t · p |

| sbk | Htp · t · p |

| sbk | Htp · t · p |

| sbk | Htp · t · p |

| sbk | Htp · t · p |

| sbk | Htp · t · p |

| G39 | N5 | \| \| |
|     |    |       |

|  |

| G39 | N5 | \| \| |
|     |    |       |

|  |

| sbk | Htp · t · p |

| sbk | Htp · t · p |

| sbk | Htp · t · p |

| sbk | Htp · t · p |

| sbk | Htp · t · p |

| sbk | Htp · t · p |

| sbk | Htp · t · p |

| sbk | Htp · t · p |

## Fordítás
- Ez a szócikk részben vagy egészben  a   Sobekhotep III című angol Wikipédia-szócikk ezen változatának fordításán alapul.  Az eredeti cikk szerkesztőit annak laptörténete sorolja fel. Ez a jelzés csupán a megfogalmazás eredetét és a szerzői jogokat jelzi, nem szolgál a cikkben szereplő információk forrásmegjelöléseként.